# Лях Валентина Петрівна
Валентина Петрівна Лях (1911 — ?) — українська радянська діячка, лікар, завідувач Старо-Романівської лікарської дільниці Новоград-Волинського району Житомирської області, завідувач Городницького районного відділу охорони здоров'я Житомирської області. Депутат Верховної Ради УРСР 2—3-го скликань.

## Життєпис
Закінчила Чернігівський медичний технікум. Працювала медичною сестрою залізничної станції Синельникове Дніпропетровської області. У 1933 році вступила до Київського медичного інституту. Одночасно із навчанням працювала медсестрою в Київському міському диспансері.
Після закінчення інституту, з 1939 по 1941 рік — лікар поліклініки міста Новоград-Волинська Житомирської області.
Під час німецько-радянської війни була евакуйована на Урал, працювала лікарем на нікелевих рудниках.
З 1945 року — завідувач Старо-Романівської лікарської дільниці Новоград-Волинського району Житомирської області.
На 1951 рік — завідувач Городницького районного відділу охорони здоров'я Житомирської області.